# Xã Joachim, Quận Jefferson, Missouri
Xã Joachim (tiếng Anh: Joachim Township) là một xã thuộc quận Jefferson, tiểu bang Missouri, Hoa Kỳ. Năm 2010, dân số của xã này là 18.838 người.